# Велоспорт на Играх доброй воли 2001
Соревнования по велоспорту в рамках Игр доброй воли 2001 года включали только трековые гонки. Они прошли в Брисбене (Австралия) 1 и 2 сентября на Chandler Velodrome. Участие приняло 72 велогонщика. Было разыграно 10 комплектов медалей в 6 дисциплинах — 6 среди мужчин и 4 среди женщин.
Многие команды использовали Игры для подготовки к чемпионату мира по трековому велоспорту который состоялся через три недели.

## Медалисты

### Мужчины
| Дисциплина            | Золото                                      | Серебро                            | Бронза                     |
| --------------------- | ------------------------------------------- | ---------------------------------- | -------------------------- |
| Скрэтч, 10 км         | Марк Реншоу Австралия                       | Бретт Эйткен Австралия             | Марти Нотстейн США         |
| Гонка по очкам, 20 км | Грег Хендерсон Новая Зеландия               | Хуан Эстебан Куручет Аргентина     | Бретт Эйткен Австралия     |
| Спринт                | Шон Иди Австралия                           | Маттиас Джон Германия              | Штефан Нимке Германия      |
| Гонка на выбывание    | Бретт Эйткен Австралия                      | Хуан Эстебан Куручет Аргентина     | Марти Нотстейн США         |
| Кейрин                | Рене Вольфф Германия                        | Дэнни Дэй Австралия                | Шон Иди Австралия          |
| Мэдисон, 30 км        | Новая Зеландия Грег Хендерсон Хейден Годфри | Австралия Бретт Эйткен Марк Реншоу | США Джейм Карни Колби Пирс |

### Женщины
| Дисциплина            | Золото                 | Серебро                  | Бронза                 |
| --------------------- | ---------------------- | ------------------------ | ---------------------- |
| Гонка по очкам, 15 км | Эрин Мирабелла США     | Катерина Бейтс Австралия | Катрин Минке Германия  |
| Гонка на выбывание    | Катрин Минке Германия  | Катерина Бейтс Австралия | Ребекка Куинн США      |
| Скрэтч, 10 км         | Сьюзан Панцер Германия | Мэнди Пойтрас Канада     | Эрин Мирабелла США     |
| Спринт                | Катрин Минке Германия  | Лори-Энн Мюнцер Канада   | Сьюзан Панцер Германия |

## Медальный зачёт
*   Принимающая страна (Австралия)
| Место          | Страна         | Золото | Серебро | Бронза | Всего |
| -------------- | -------------- | ------ | ------- | ------ | ----- |
| 1              | Германия       | 4      | 1       | 3      | 8     |
| 2              | Австралия*     | 3      | 5       | 2      | 10    |
| 3              | Новая Зеландия | 2      | 0       | 0      | 2     |
| 4              | США            | 1      | 0       | 5      | 6     |
| 5              | Аргентина      | 0      | 2       | 0      | 2     |
| 5              | Канада         | 0      | 2       | 0      | 2     |
| Всего стран: 6 | Всего стран: 6 | 10     | 10      | 10     | 30    |